# Особняк Парамонова
Особняк Николая Парамонова — здание в Ростове-на-Дону, построенное в 1914 году для купца и промышленника Николая Парамонова по проекту архитектора Леонида Эберга.                                                                В настоящее время в особняке размещается Зональная научная библиотека имени Ю. А. Жданова Южного федерального университета. Здание построено в стиле неоклассицизм и имеет статус памятника архитектуры федерального значения.

## История
Особняк известного ростовского купца и промышленника Николая Парамонова был возведён в 1914 году. Автором проекта здания стал архитектор Л. Ф. Эберг. В этом особняке Парамонов проживал вместе с женой Анной Игнатьевной и детьми.

Мемориальная доска в память о бывшем штабе Добровольческой армии

В начале 1918 года здание было реквизировано, после чего в нем разместился Ростово-Нахичеванский ревком. В мае 1918, после изгнания большевиков из Ростова, в особняке разместился штаб Добровольческой армии. В том же 1918 году в здании произошёл пожар. Особняк восстановили только в 1923 году.
После восстановления в особняке размещались сначала клуб строителей, затем Институт переливания крови. В 1930-е годы там располагался областной музей краеведения.
Во время Великой Отечественной войны здание горело. Но стены и колоннады не были серьёзно повреждены. В 1947 году было решено провести реконструкцию здания. Работами по восстановлению здания руководил Л. Ф. Эберг. В 1952 году реконструкция была завершена и здание передали библиотеке Ростовского государственного университета.
К началу XXI века особняк Парамонова вновь стал нуждаться в проведении капитального ремонта. В его подвале стала скапливаться сырость, которая вредит как зданию, так и редким книгам. В 2005 году проводился ремонт фасада. В 2018 году здание было вновь открыто после восьмилетней реставрации

## Архитектура
Особняк Парамонова построен в стиле неоклассицизм. Изначально участок, на котором стоит особняк, отделялся от Пушкинской улицы оградой с кованой ажурной решеткой. Главный северный фасад имеет симметричную композицию. В центре расположен шестиколонный портик ионического ордера. Боковые фасады украшены рядами пилястр. К главному входу ведёт четырёхметровая двусторонняя двумаршевая лестница. Цокольный этаж, оформленный рустом, завершается широким карнизом. Облик южного фасада формирует терраса с живописными колоннами, стоящими в два ряда (их капители были утрачены в 1940-е годы). Парадный вестибюль особняка сообщается с центральным атриумным залом, освещённым стеклянным фонарём.